# Magwi
Magwi o Magwe è una città del Sudan del Sud situata nello stato di Imatong. Dista circa 43 km dal capoluogo di stato Torit e circa 110 dalla capitale del Paese Giuba.